# Cenate Sotto
Cenate Sotto is een gemeente in de Italiaanse provincie Bergamo (regio Lombardije) en telt 2947 inwoners (31-12-2004). De oppervlakte bedraagt 4,5 km², de bevolkingsdichtheid is 666 inwoners per km².
De volgende frazioni maken deel uit van de gemeente: Cascina Serbello, Tesolta, Quadra, Veneziane, Brugaletti.

## Demografie
Cenate Sotto telt ongeveer 1103 huishoudens. Het aantal inwoners steeg in de periode 1991-2001 met 22,4% volgens cijfers uit de tienjaarlijkse volkstellingen van ISTAT.
| Jaar | Inwoneraantal |
| ---- | ------------- |
| 1991 | 2181          |
| 2001 | 2670          |
| 2004 | 2947          |

## Geografie
De gemeente ligt op ongeveer 267 m boven zeeniveau.
Cenate Sotto grenst aan de volgende gemeenten: Cenate Sopra, San Paolo d'Argon, Scanzorosciate, Trescore Balneario.